# Lila, Lila
 (mars 2015).
Si vous disposez d'ouvrages ou d'articles de référence ou si vous connaissez des sites web de qualité traitant du thème abordé ici, merci de compléter l'article en donnant les références utiles à sa vérifiabilité et en les liant à la section « Notes et références ».
Lila, Lila est un roman de Martin Suter paru en langue allemande en 2004. La traduction française est également sortie en 2004, aux éditions Christian Bourgois.

## Résumé
David Kern, 23 ans, est un jeune homme timide et un peu paumé qui travaille comme serveur dans un café branché où viennent de nombreux auteurs ainsi que Marie, étudiante et passionnée de littérature. David en tombe amoureux, mais Marie ne semble même pas le remarquer.
Il tombe par hasard sur un manuscrit dans le tiroir d'un meuble de brocante. L'auteur semble l'avoir laissé là avant de se suicider. Fasciné par l'histoire d'amour, David scanne le manuscrit et change le titre.
Il donne le manuscrit à Marie pour l'impressionner. Bouleversée par les dons d'écriture de David, Marie en tombe amoureuse. Elle envoie secrètement le manuscrit à un éditeur qui décide de le publier.
Devenu le nouvel espoir le plus en vue de la littérature allemande, et alors que l’attente autour de son second roman devient chaque jour plus pressante, David va plonger dans une spirale mensongère pour préserver à tout prix son secret et garder Marie…

## Adaptations au cinéma
Ce roman a connu deux adaptations au cinéma. La première, également intitulée Lila, Lila (de), est un film allemand réalisé par Alain Gsponer, avec Daniel Brühl, sorti en 2009. La seconde adaptation, en langue française, réalisée par Yann Gozlan, sort en 2015, sous le titre Un homme idéal ; Pierre Niney y incarne le rôle principal.